# Igreja Católica em Jersey
A Igreja Católica em Jersey é parte da Igreja Católica universal, em comunhão com a liderança espiritual do Papa, em Roma, e da Santa Sé.

## História

### Conversão

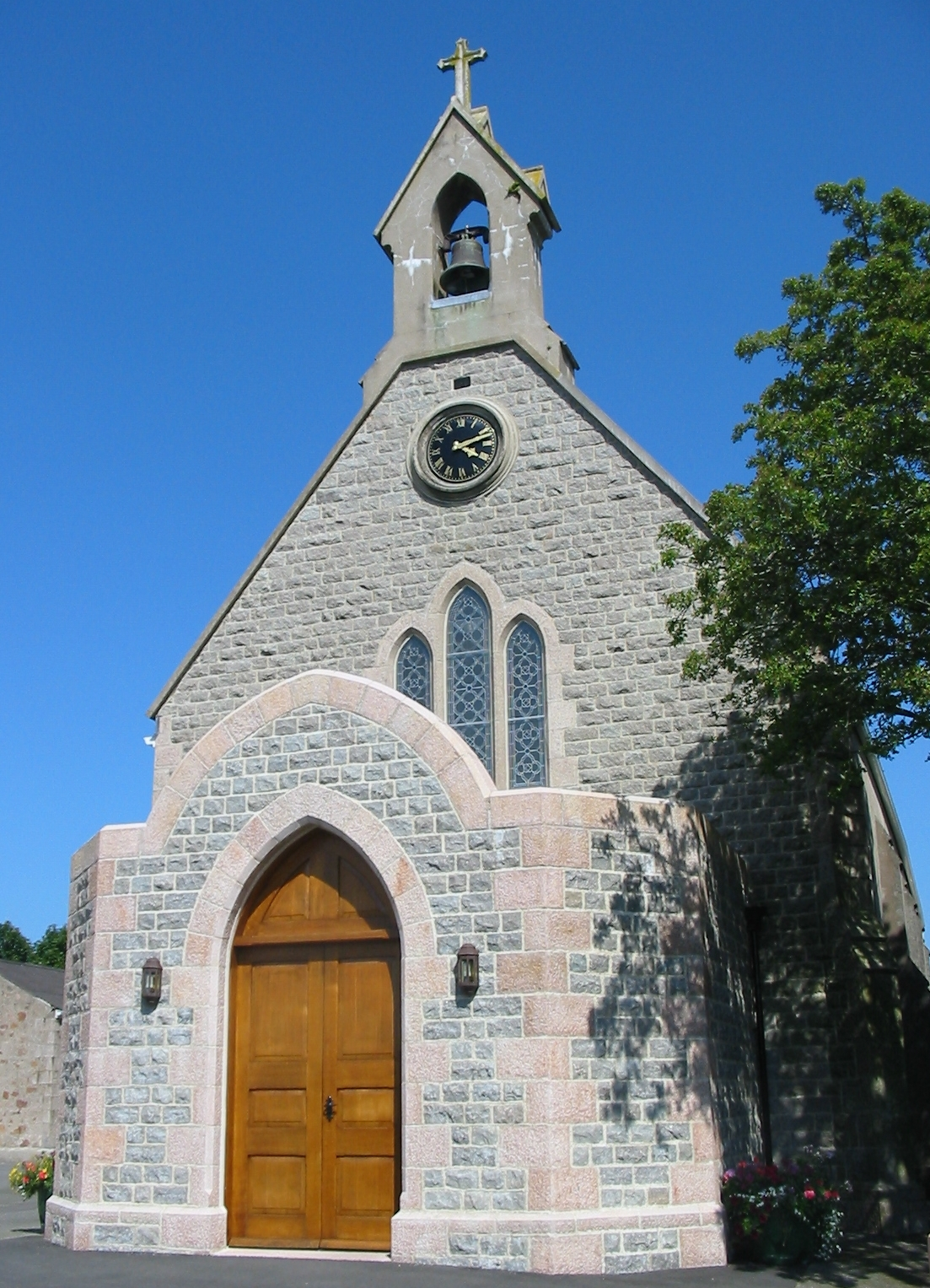
Igreja de Nossa Senhora da Anunciação

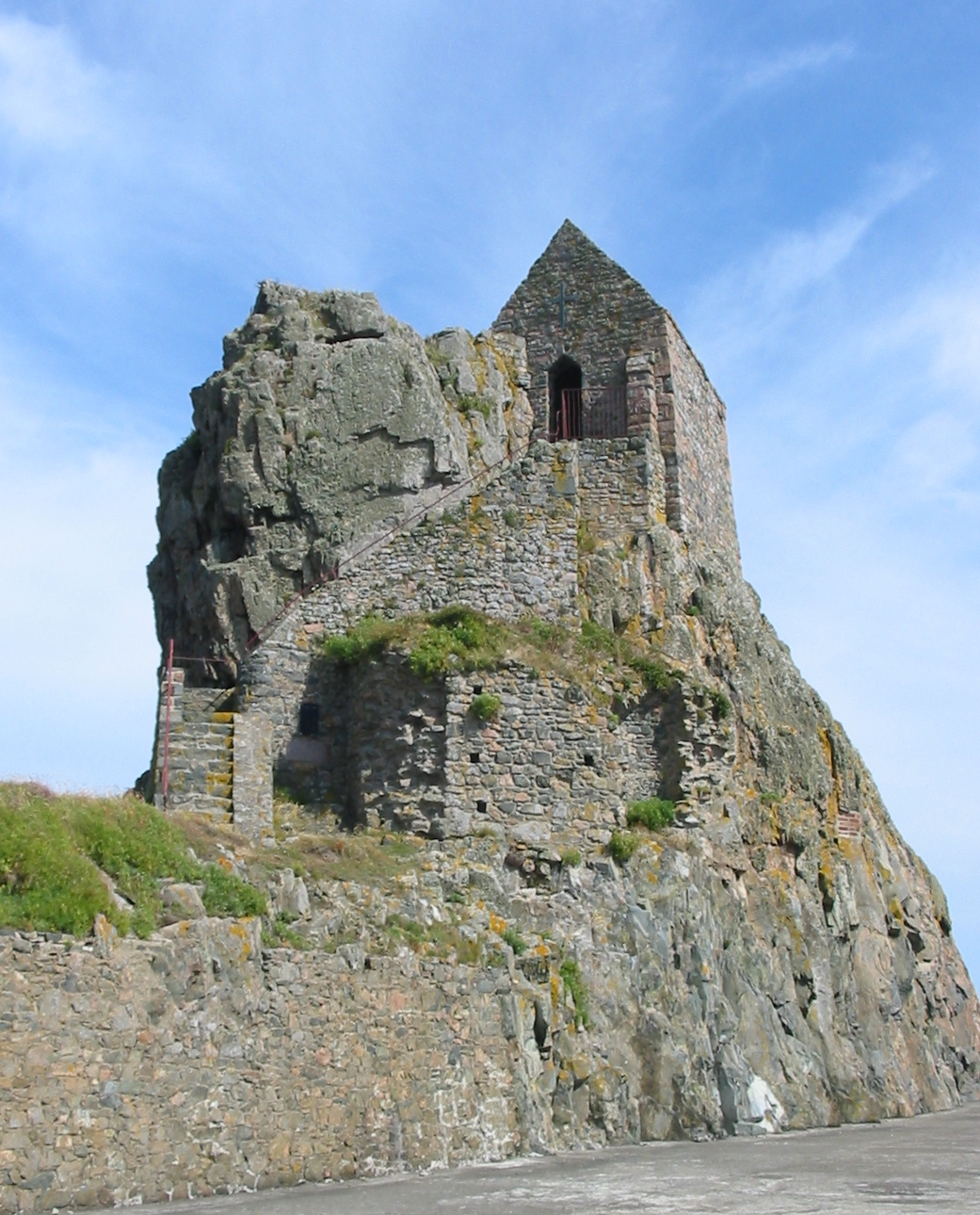
O eremitério de Santo Helier fica na baía de Saint Helier, em Jersey, e é acessível a pé na maré baixa.

Em algum momento entre 535 e 545, Helier, que se tornaria o padroeiro de Jersey, foi para a ilha e trouxe o evangelho, e por isso ele é reverenciado.

### Reforma
A ilha de Jersey permaneceu parte do Ducado da Normandia até 1204, quando o rei Filipe II da França conquistou o ducado do rei João da Inglaterra. As ilhas permaneceram em posse pessoal do rei e foram descritas como sendo um "Peculiar da Coroa". No entanto, ao longo da Idade Média, a Igreja Católica não se preocupou com mudanças excessivamente políticas e a ilha continuou a fazer parte da Diocese de Coutances – ligada à Normandia. Havia relutância em ficar sob o controle da igreja inglesa porque tinha muitos laços com a Normandia: sua língua, que era muito parecida com a dos normandos, ligações comerciais, lei costumeira normanda, e parentesco entre as famílias na Normandia.

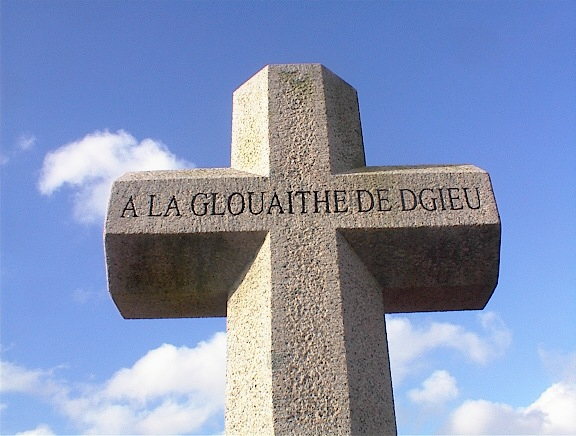
Para marcar o milênio em 2000, uma cruz foi erguida em cada uma das 12 paróquias para substituir as cruzes à beira do caminho que caíram sujeitas à iconoclastia do século XVI. Aqui, a cruz do milênio de Saint Helier traz a inscrição Jèrriais À la glouaithe dé Dgieu (Para a glória de Deus).

A ilha abraçou o calvinismo francês do protestantismo durante a Reforma Protestante e ordens foram recebidas para remover todos os sinais do catolicismo em 1547 com o Ato de Dissolução das Faculdades e Chantres, que havia sido aplicado a Jersey na Lei de Uniformidade de 1549: numerosas cruzes à beira do caminho foram destruídas juntamente com estátuas religiosas e outros símbolos. Em 1550, uma Comissão Real visitou a ilha para vender propriedades da igreja em benefício da coroa; em 1551, Sir Hugh Pawlet, membro da Comissão, foi nomeado Governador da ilha e, por isso, voltou com uma Comissão Real dirigida a si mesmo para continuar a tarefa. A ilha permaneceu sob jurisdição da Diocese de Coutances até 1569.

### Ondas de imigração católica no século XIX
Na década de 1790, durante a Revolução Francesa, católicos franceses se refugiaram em Jersey, autorizados a realizar serviços, mas não a converterem-se.
Nas décadas de 1830 e 1840, a comunidade católica da ilha conhecia o crescimento com o influxo de trabalhadores irlandeses que vinham trabalhar em grandes projetos de construção, como o novo porto.
No final do século XIX, as ordens de ensino e enfermarias católicas – Irmãos das Escolas Cristãs, jesuítas e Irmãzinhas dos Pobres – se estabeleceram em Jersey. Em 1894, os jesuítas compraram uma propriedade chamada Highlands, que mais tarde se tornou o Highlands College. Em 1917, os Irmãos das Escolas Cristãs fundaram o Colégio De La Salle.

### Ocupação de Jersey
Durante a ocupação alemã das Ilhas do Canal, os alemães trouxeram um padre da Normandia que alegadamente tinha simpatias com o Regime Vichy.

## Atualmente

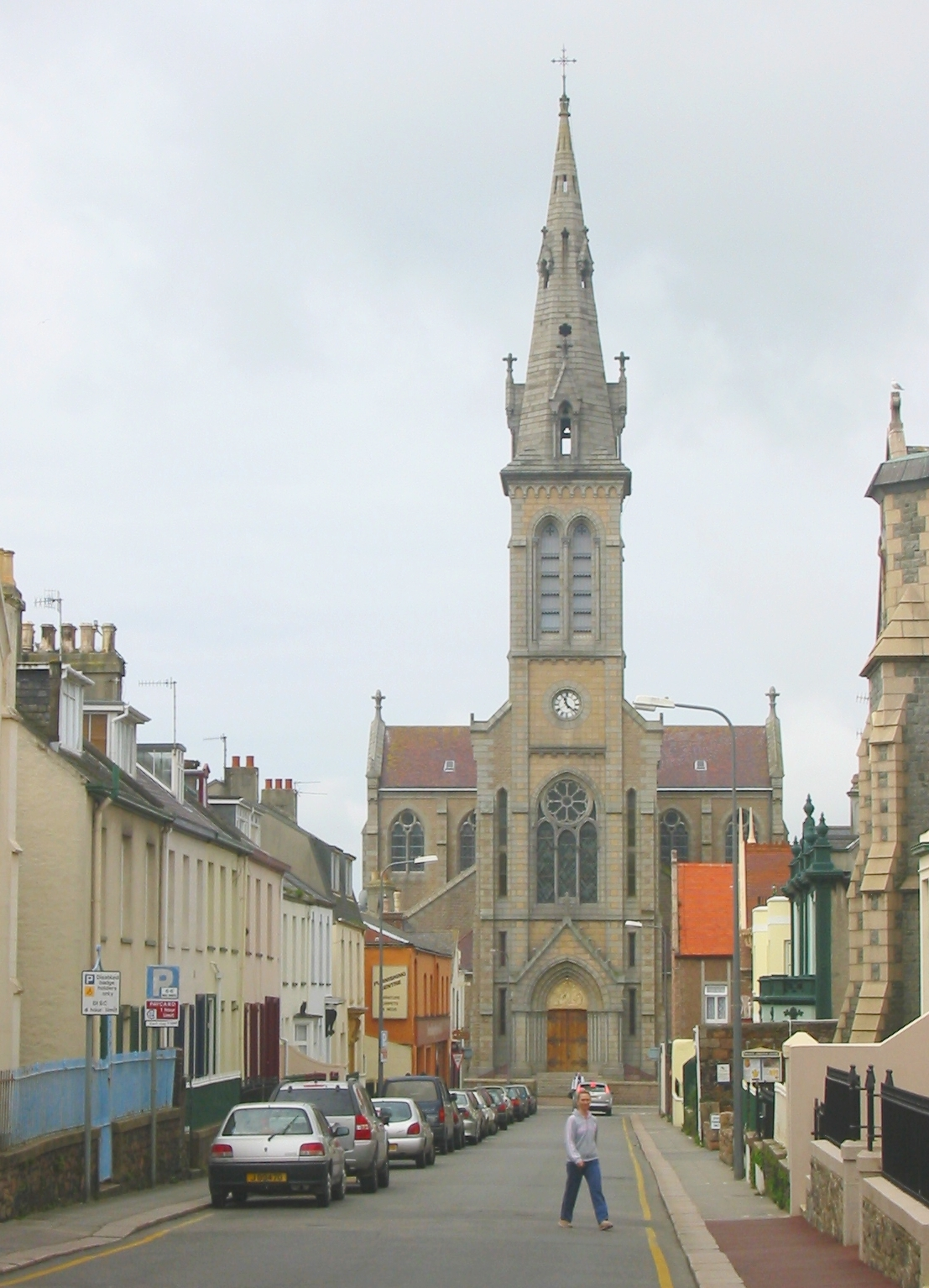
A torre da Igreja de São Tomé é proeminente no horizonte de Saint Helier.

Atualmente, Jersey está sob o controle da Diocese de Portsmouth.
Há oito igrejas católicas na ilha. No entanto, há hoje falta de padres e colaboradores da Igreja Católica, e por isso ocorreu o fechamento de duas capelas. e a venda de algumas igrejas.
As minorias da fé católica em Jersey não são desprezíveis, já que a missa em certas igrejas (como a de São Tomé) é realizada regularmente em português e polonês, e ocasionalmente hoje em francês. De fato, 6% da população de Jersey são de portugueses (especialmente madeirenses, tendo chegado à ilha para trabalhar na indústria hoteleira e de restauração) e entre os 6% dos europeus que é uma grande comunidades de irlandeses, e considerável comunidade de poloneses.